# 斉藤光隆
斉藤 光隆（さいとう みつたか、1971年1月19日 - ）は、日本のベーシスト。神奈川県川崎市出身。

## 来歴・人物
ジャズ好きの父親の影響で、音楽に親しむ。性格は、義理堅く、真直ぐである。
2000年、夏、宇多田ヒカルの札幌ライブにサポート・ミュージシャンとして参加。
2007年3月、伴都美子のレコーディングに参加。4月、新妻由佳子のデビュー・ライブに参加。
2009年9月、鈴木渉、ベースバイセンとのライブに参加。
2010年7月、所属していたCoyote Inventionより自主活動を開始する。11月、フジテレビ系音楽番組『僕らの音楽』に参加。
2011年、9月、フジテレビ系音楽番組『僕らの音楽』に参加。12月、フジテレビ系音楽番組『FNS歌謡祭』に参加。
2012年、1月、KOKIAのニューイヤー・コンサートに参加。12月、小柳ゆきの東京・大阪ライブに参加。
2013年、1月、音楽雑誌『ベースマガジン』に掲載される。9月、崎谷健次郎の新アルバム発表に付随して、TOKYO FMの『KIRIN BEER "Good Luck" LIVE』に参加。10月-12月、崎谷のライブ・ツアーに参加。「Travelling Circus」（ボーカル・川江美奈子、ドラム・坂田学、ベース・斉藤光隆、ギター・知念輝行、キーボード・村田昭）として、初ライブを行う。

## 主なライヴ参加アーティスト
ASKA、今井美樹、EXILE、宇多田ヒカル、岡本真夜、辛島美登里、KOKIA、小柳ゆき、崎谷健次郎、鈴木雅之、SOUL'd OUT、露崎春女、新妻由佳子、福原美穂、浜崎あゆみ、Melody、矢井田瞳、Lyricoなど。

## 主なレコーディング参加アーティスト
ASKA、今井美樹、EXILE、Every Little Thing、岡本真夜、辛島美登里、我那覇美奈、Crystal Kay、KOKIA、鈴木雅之、SMAP、露崎春女、伴都美子、福原美穂、Melody、矢井田瞳、Lyrico、リュ・シウォン、他。